# Ipomoea emeiensis
Ipomoea emeiensis là một loài thực vật có hoa trong họ Bìm bìm. Loài này được Z.Y. Zhu mô tả khoa học đầu tiên năm 2004.